# Margarida de Orleães
Margarida de Orleães (em francês:  Marguerite d'Orléans; 4 de dezembro de 1406 - 24 de abril de 1466) foi condessa de Vertus e Étampes. Ela era filha de Luís de Valois, Duque d'Orleães, e de Valentina Visconti.

## Família
Seu pai foi irmão do rei Carlos V de França; sua mãe foi filha de João Galeácio Visconti, duque de Milão e conde de Pávia, e de Isabel da França, filha do rei João II de França. Foi irmã de Carlos, Duque d'Orleães, capturado em Azincourt e aprisionado por vinte anos na Inglaterra; durante seu longo cativeiro, ele se tornou o maior poeta quatrocentista em língua francesa.

## Biografia
Em 1423, Margarida casou com Ricardo, Conde de Étampes, o filho mais novo de João V, Duque da Bretanha, e de Joana de Navarra. Foi-lhe dado o condado de Vertus como dote. Ela e Ricardo tiveram sete filhos, dois dos quais, Francisco e Catarina, teriam progênie. Em 1458, Francisco sucedeu seu tio Artur III como duque da Bretanha.
Margarida talvez seja melhor lembrada pelo Livro de horas que produziu. Um dos exemplos mais requintados de iluminura francesa do século XV, esta obra foi executada numa série complexa de etapas, começando com o texto, já em 1421, e sua decoração foi inspirada por diversas fontes e artistas. A miniatura que retrata Margarida orando a Maria Santíssima, serviu como fonte das litografias históricas publicadas por François Séraphin Delpech, em 1820.
Quando Ricardo morreu, em 1438, Margarida se retirou para a abadia de Guiche.

## Descendência
| Nome                                                                | Nascimento          | Falecimento            | Notas |
| ------------------------------------------------------------------- | ------------------- | ---------------------- | --- |
| Com Ricardo de Étampes (1395 - 2 de junho de 1438; casados em 1423) |                     |                        | |
| Maria                                                               | 1424                | 19 de outubro de 1477  | abadessa na Abadia de Fontevraud.                                                                                                 |
| Francisco II da Bretanha                                            | 23 de junho de 1435 | 9 de setembro de 1488  | casou primeiro, em 1455, com Margarida da Bretanha, e não teve progênie; segundo, em 1471, com Margarida de Foix, e teve progênie |
| um menino                                                           | ?                   | ?                      | morto ainda novo. |
| Isabel                                                              | ?                   | 1438                   | morreu jovem. |
| Catarina                                                            | ?                   | c. 22 de abril de 1476 | casou, em 1438, com Guilherme VII de Chalon, príncipe de Orange, e teve progênie.                                                 |
| Margarida                                                           | ?                   | ?                      | morreu jovem. |
| Madalena                                                            | ?                   | 19 de março de 1462    | freira em Longchamp. |